# Керутерсвілл (Міссурі)
Керутерсвілл (англ. Caruthersville) — місто (англ. city) в США, в окрузі Пеміскот штату Міссурі. Населення — 5562 особи (2020).

## Географія
Керутерсвілл розташований за координатами 36°10′53″ пн. ш. 89°40′1″ зх. д. / 36.18139° пн. ш. 89.66694° зх. д. (36.181260, -89.666904).  За даними Бюро перепису населення США в 2010 році місто мало площу 13,56 км², з яких 13,36 км² — суходіл та 0,20 км² — водойми.

### Клімат
| Клімат : Керутерсвілл   | Клімат : Керутерсвілл | Клімат : Керутерсвілл | Клімат : Керутерсвілл | Клімат : Керутерсвілл | Клімат : Керутерсвілл | Клімат : Керутерсвілл | Клімат : Керутерсвілл | Клімат : Керутерсвілл | Клімат : Керутерсвілл | Клімат : Керутерсвілл | Клімат : Керутерсвілл | Клімат : Керутерсвілл | Клімат : Керутерсвілл |
| Показник                | Січ.                  | Лют.                  | Бер.                  | Квіт.                 | Трав.                 | Черв.                 | Лип.                  | Серп.                 | Вер.                  | Жовт.                 | Лист.                 | Груд.                 | Рік                   |
| Абсолютний максимум, °C | 24,4                  | 27,8                  | 31,1                  | 33,9                  | 38,9                  | 42,8                  | 42,8                  | 43,9                  | 42,2                  | 36,7                  | 30,6                  | 26,1                  | 43,9                  |
| Середній максимум, °C   | 6,1                   | 9,4                   | 15,0                  | 20,6                  | 25,6                  | 30,6                  | 32,8                  | 31,7                  | 27,8                  | 22,2                  | 15,0                  | 8,9                   | 20,6                  |
| Середній мінімум, °C    | −2,8                  | 0,0                   | 4,4                   | 9,4                   | 15,6                  | 19,4                  | 21,7                  | 20,6                  | 16,7                  | 10,0                  | 4,4                   | 0,0                   | 10,0                  |
| Абсолютний мінімум, °C  | −26,1                 | −22,2                 | −15                   | −6,1                  | 1,1                   | 7,2                   | 12,2                  | 8,9                   | 2,8                   | −2,8                  | −15                   | −22,8                 | −26,1                 |
| Норма опадів, мм        | 88                    | 96                    | 122                   | 127                   | 128                   | 117                   | 100                   | 76                    | 78                    | 90                    | 123                   | 121                   | 1266                  |
| ----------------------- | --------------------- | --------------------- | --------------------- | --------------------- | --------------------- | --------------------- | --------------------- | --------------------- | --------------------- | --------------------- | --------------------- | --------------------- | --------------------- |
| Джерело:                |                       |                       |                       |                       |                       |                       |                       |                       |                       |                       |                       |                       |                       |

## Демографія
Згідно з переписом 2010 року, у місті мешкало 6168 осіб у 2454 домогосподарствах у складі 1567 родин. Густота населення становила 455 осіб/км².  Було 2727 помешкань (201/км²).
Расовий склад населення:
| - 63,9 % — білих - 33,1 % — чорних або афроамериканців - 0,3 % — корінних американців - 0,2 % — азіатів - 0,1 % — вихідців з тихоокеанських островів |

До двох чи більше рас належало 1,7 %. Частка іспаномовних становила 2,4 % від усіх жителів.
За віковим діапазоном населення розподілялося таким чином: 29,5 % — особи молодші 18 років, 56,4 % — особи у віці 18—64 років, 14,1 % — особи у віці 65 років та старші. Медіана віку мешканця становила 34,2 року. На 100 осіб жіночої статі у місті припадало 87,2 чоловіків;  на 100 жінок у віці від 18 років та старших — 81,7 чоловіків також старших 18 років.
Середній дохід на одне домашнє господарство  становив 37 091 долар США (медіана — 24 858), а середній дохід на одну сім'ю — 46 332 долари (медіана — 32 060). Медіана доходів становила 41 946 доларів для чоловіків та 25 071 долар для жінок. За межею бідності перебувало 33,3 % осіб, у тому числі 51,4 % дітей у віці до 18 років та 13,4 % осіб у віці 65 років та старших.
Цивільне працевлаштоване населення становило 2097 осіб. Основні галузі зайнятості: освіта, охорона здоров'я та соціальна допомога — 28,0 %, мистецтво, розваги та відпочинок — 15,5 %, виробництво — 12,2 %, роздрібна торгівля — 10,3 %.